# Grève générale de 1855 en Espagne
 (février 2023).
Si vous disposez d'ouvrages ou d'articles de référence ou si vous connaissez des sites web de qualité traitant du thème abordé ici, merci de compléter l'article en donnant les références utiles à sa vérifiabilité et en les liant à la section « Notes et références ».
La grève générale de 1855 en Espagne, est considérée comme la première grève générale dans l'histoire sociale de l'Espagne. Elle a eu lieu en 1855 et, bien qu'elle n'ait touché que la Catalogne, qui était le principal, et quasi unique, centre industriel espagnol (principalement textile), elle est considérée vu son importance, ses suites et ses répercussions, comme la première grève générale en Espagne. Elle a été déclenchée durant le Règne d'Isabelle II, plus précisément sous le gouvernement de Baldomero Espartero pendant le Biennat progressiste.

## Origine de la grève: le machinisme dans l'industrie textile
Les travailleurs s'étaient déjà mobilisés contre le machinisme lors du conflit appelé de las selfactinas (de l'anglais self-acting, "de action automatique"), à cause de la mécanisation d'une partie importante du travail du tissage.
Mais le déclenchement de la grève générale et l'appui massif et solidaire des autres ouvriers ont été provoqués par l'ordonnance signée par le Capitaine Général de Catalogne Juan Zapatero y Navas le 2 juillet. Cette ordonnance dissolvait les associations ouvrières illégales, et mettait sous le contrôle de l'armée toutes les associations légales de secours mutuels. Elle soumettait également à la loi martiale tous ceux qui directement ou indirectement cherchaient à limiter la liberté d'un patron d'ouvrir ses usines ou celle des ouvriers d'aller y travailler.

## Déroulement
La grève générale a duré du 2 au 11 juillet 1855 et a été massivement suivie.

### Pain et travail - Association ou la mort
Le slogan de la grève était «association ou la mort». Les exigences étaient, en plus de la liberté d'association, la réduction de la journée de travail et l'augmentation des salaires. L'«Unión de clases» a publié un Manifeste qui, en s'adressant à la classe ouvrière de Catalogne, les exhortait à rejoindre l'action revendicative.

### Rencontre avec Espartero à Madrid et répression à Barcelone
Une Commission de travailleurs est allée à Madrid pour rencontrer le Régent, le général Espartero, dans l'espoir de faire reconnaître le droit d'association. Mais le général Espartero ne les a pas reçus.
À Barcelone, pendant ce temps, l'autorité militaire appliquait des sanctions d'une grande sévérité: parmi elles, prison, déportation, châtiments corporels, et menaces de peine de mort. Le 8 juillet, la frégate «Julia» partit vers la Havane avec à son bord 70 militants ouvriers déportés.

### Prise de Barcelone par les militaires: fin de la grève
Le 9 juillet 1855, Barcelone fut occupée militairement. Le général Espartero envoya son bras-droit, Sanabria, muni d'un document rempli de vagues promesses. La grève générale prit fin le 11 juillet.

## Source
- (es) Cet article est partiellement ou en totalité issu de l’article de Wikipédia en espagnol intitulé « Huelga general en España de 1855 » (voir la liste des auteurs).